# Yang Changcen
Yang Changcen (chiń. 楊長岑; ur. 11 marca 1965) – chiński zapaśnik w stylu klasycznym. Olimpijczyk z Seulu 1988, gdzie zajął czwarte miejsce w kategorii 57 kg.
Zajął dziesiąte miejsce w mistrzostwach świata w 1987. Srebrny medalista igrzysk azjatyckich w 1990.